# NGC 5587
NGC 5587 (другие обозначения — UGC 9202, MCG 2-37-5, ZWG 75.20, PGC 51332) — галактика в созвездии Волопас.
Этот объект входит в число перечисленных в оригинальной редакции «Нового общего каталога».
В галактике вспыхнула сверхновая SN 2006dy типа Ia, её пиковая видимая звездная величина составила 16,6.